# آنالیسا اریکسون
آنالیسا اریکسون (سوئدی: Annalisa Ericson؛ ‏ ۱۴ سپتامبر ۱۹۱۳ – ۲۱ آوریل ۲۰۱۱) هنرپیشه اهل سوئد بود. او بین سال‌های ۱۹۳۰ تا ۱۹۹۱ در ۵۸ فیلم بازی کرد که از مهم‌ترین آن‌ها می‌توان به میان‌پرده‌های تابستانی ساختهٔ اینگمار برگمان اشاره کرد.
از دیگر فیلم‌های وی می‌توان به عروسی اشاره کرد.